# Eurema daira
Eurema daira is een vlindersoort uit de familie van de Pieridae (witjes), onderfamilie Coliadinae.
Eurema daira werd in 1819 beschreven door Godart.